# Verpleeghuisgeneeskunde
Verpleeghuisgeneeskunde is geneeskunde die vanuit een breed perspectief is gericht op veelal oudere patiënten met chronische en/of complexe aandoeningen. Doel is daarbij om de patiënt te helpen zijn restmogelijkheden optimaal te gebruiken en ondanks beperkingen een aanvaardbaar levenspeil na te streven.

## Uitvoering
De specialist ouderengeneeskunde, voorheen bekend onder de titels verpleeghuisarts en sociaal geriater, richt zich van oorsprong vooral op de medische zorg binnen de muren van het verpleeghuis. Binnen de verpleeghuissetting behandelen specialisten ouderengeneeskunde zowel mensen met lichamelijke (somatische) als met psychogeriatrische problemen, alsmede patiënten met een combinatie van beide. Vanwege de wens van ouderen om zo lang mogelijk thuis te blijven wonen is de specialist ouderengeneeskunde steeds meer ambulant (transmuraal) gaan werken (dagbehandeling, substitutieprojecten, consultatie). In toenemende mate is de specialist ouderengeneeskunde ook verantwoordelijk voor patiënten in het verzorgingshuis, de thuissituatie en het ziekenhuis. 